# Rawabi
Rawabi (em árabe: روابي, que significa "As colinas") é a primeira cidade planejada construída para e pelos palestinos na Cisjordânia, sendo aclamada como o "principal empreendimento palestino".
Rawabi está localizada perto de Birzeit e Ramallah. O plano diretor prevê uma cidade de alta tecnologia com 6.000 unidades habitacionais, abrigando uma população entre 25.000 e 40.000 pessoas, espalhadas por seis bairros. A construção começou em janeiro de 2010.
Em 2014, 650 apartamentos familiares que abrigavam cerca de 3.000 pessoas foram concluídos e vendidos, mas não puderam ser ocupados enquanto as negociações sobre o fornecimento de água à cidade fossem concluídas. A cidade permaneceu sem água. O atraso foi atribuído ao Comitê Conjunto de Água Israelense-Palestino, com os israelenses culpando os palestinos pelo atraso e os palestinos culpando os israelenses. Em 1º de março de 2015, seu desenvolvedor, Bashar al-Masri, anunciou que Israel finalmente conectaria a cidade à rede de distribuição de água controlada por Israel.
Em Israel, Rawabi é chamado de "O Modi'in Palestino". O projeto foi criticado por certos movimentos palestinos, como o Comitê Nacional BDS da Palestina, e alguns grupos de colonos israelenses, o primeiro alegando que o uso de materiais israelenses normaliza a ocupação, o segundo afirmando que o projeto invade Israel e pode se tornar um base terrorista.
Os compradores começaram a se mudar para apartamentos em agosto de 2015. Em maio de 2017, apesar das dificuldades com os postos de controle israelenses que controlavam a estrada para a cidade, 3.000 palestinos haviam morado lá.

## Localização
Rawabi fica a 9 km (5,6 milhas) a noroeste de Ramallah, 3,5 km (2,2 milhas) ao norte de Birzeit, 20 km (12 milhas) ao norte de Jerusalém, 40 km a leste de Tel Aviv e 25 km (16 mi) ao sul de Nablus. Amã, capital da Jordânia, fica a 70 quilômetros (43 milhas) a leste.[carece de fontes?] Além disso, o assentamento israelense de Ateret fica nas proximidades. Masri considera o último um subúrbio de Rawabi no futuro.
O canteiro de obras se estende por duas cordilheiras, a 700 metros (2.300 pés) acima do nível do mar. Em um dia claro, é possível ver o Mar Mediterrâneo, 40 km (25 milhas) a oeste, [carece de fontes?] e a cidade costeira israelense de Tel Aviv a partir do local.